# Phillip Thuaux
Phillip "Phil" Thuaux (Point Clare, Nova Gal·les del Sud, 9 de juliol de 1979) va ser un ciclista australià professional del 2003 fins al 2008. Va combinar la carretera amb el ciclisme en pista.

## Palmarès en ruta
- 2002
  - Vencedor de 2 etapes al Canberra Tour
  - Vencedor d'una etapa al Tour del Mar de la Xina Meridional
- 2004
  - 1r a De Drie Zustersteden
  - Vencedor d'una etapa a la Volta a Hongria

## Palmarès en pista
- 2006
  - Campió d'Oceania en persecució
  - Campió d'Oceania en persecució per equips, amb Zakkari Dempster, Hayden Josefski i Stephen Rossendell
- 2007
  - Campió d'Oceania en persecució
  - Campió d'Oceania en persecució per equips, amb Mark Jamieson, Cameron Meyer i Travis Meyer
  -  Campió d'Austràlia en persecució